# Grande Bazar

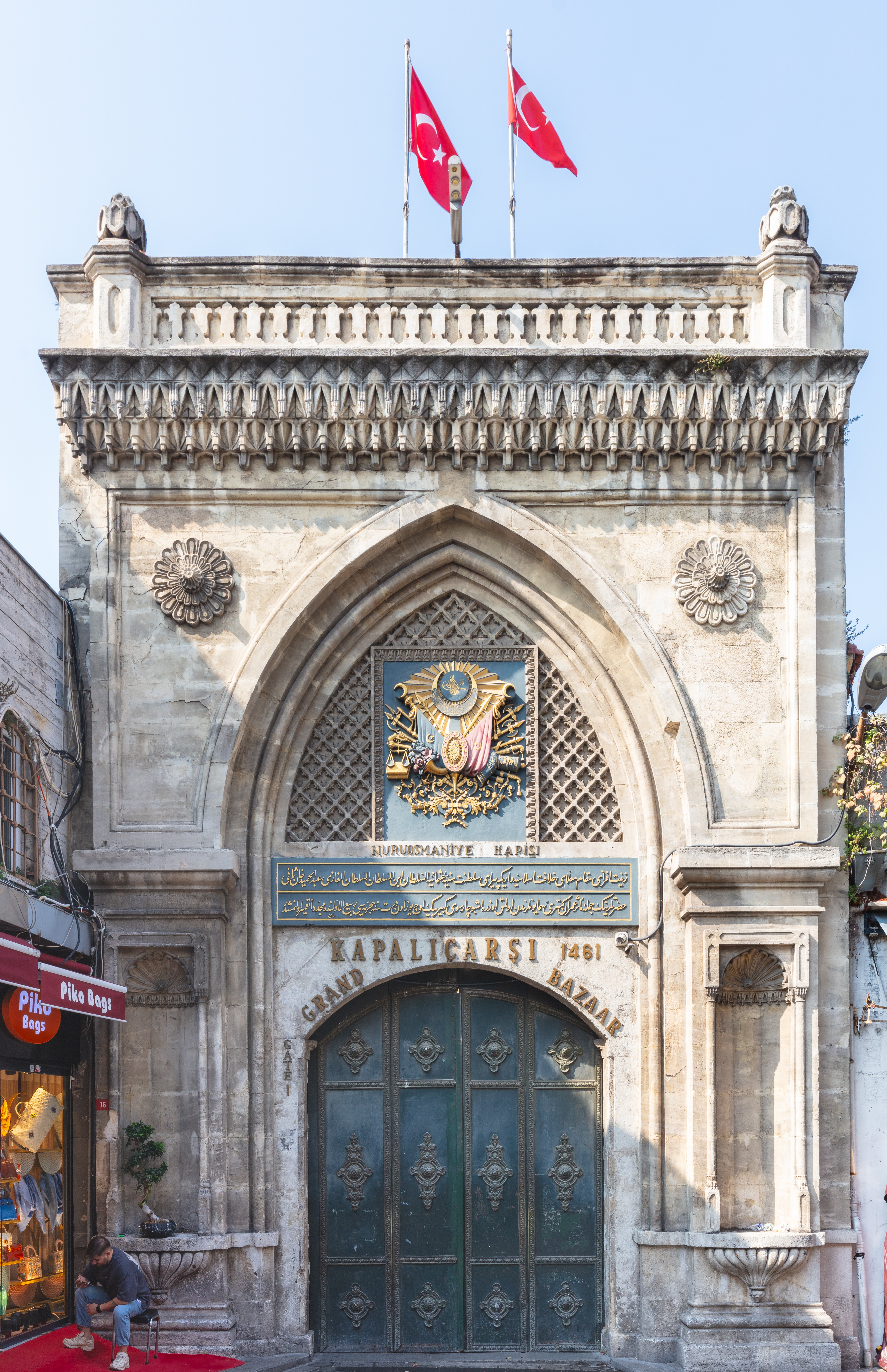
Um dos portões exteriores do Grande Bazar

O Grande Bazar ((em turco: Büyük Çarşı), também chamado Bazar Coberto ou Mercado Coberto (Kapalıçarşı), é provavelmente o maior e dos mais antigos bazares (mercado coberto) do mundo, situado no bairro histórico de Eminönü, distrito de Fatih, da cidade de Istambul, Turquia. Aberto em 1461, é muito conhecido principalmente pela joalharia, cerâmica, especiarias e tapetes. Tem mais de 60 ruas cobertas e centenas ou milhares de lojas (1 200 segundo uns, mais de 4 000 segundo outros), é frequentado por 250 000 a 400 000 pessoas diariamente. Calcula-se que cerca de 20 000 aí trabalhem. A maior parte das lojas está agrupada por tipos de mercadorias, havendo áreas especiais para produtos de pele, joalharia de ouro, etc.[carece de fontes?]

## Descrição e localização
O bazar situa-se na parte mais alta duma grande área comercial que ocupa a encosta sul do Corno de Ouro, onde no passado atracavam os navios que abasteciam Istambul. O mercado ocupa o espaço entre as mesquitas Nuruosmaniye e de Bajazeto, próximo da Divanyolu, a antiga Mese, a avenida principal da cidade antiga desde os tempos da Constantinopla romana, que constituía o início da estrada que atravessava o centro da península ocupada pela cidade mais antiga e a ligava com Adrianópolis (a atual Edirne).
O núcleo central do Grande Bazar são dois bedestens (edifícios destinados a comercializar e armazenar mercadorias, especialmente aquelas de maior valor, que requerem mais segurança). São construções com as paredes em alvenaria de cascalho, pilares em pedra e abóbadas e arcadas em tijolo, as quais são ligadas por traves. As portas são em ferro e ornamentadas com pregos.
O bedesten mais antigo, chamado Eski Bedesten (Bedesten Antigo), Bedestan-i Atik, Cevahir Bedesteni (Bedesten dos Joalheiros), ou  İç Bedesten (Bedesten Interior) está situado no centro da parte coberta. Consiste em 44 celas de alvenaria (mahzen) que rodeiam um pátio retangular que mede 45,3 por 29,4 metros. O conjunto é coberto com três filas de cinco abóbada cada uma. Duas filas de oito pilares suportam o teto, que é coroado por pequenas cúpulas no exterior. Encostadas às paredes exteriores desta estrutura há 56 lojas a toda a volta. A maior parte das ruas do bazar estão alinhadas com as paredes deste bedesten. No centro de cada fachada há um portão e cada um deles sai uma rua. O interior é iluminado por janelas na parte superior das paredes, as quais estão ligadas por passarelas elevadas feitas em madeira.
No Eski Bedesteni as atividades principais eram o comércio de joias e os leilões de escravos. O comércio de escravos foi ilegalizado em 1847. Além disso, o bedesten era também usado pelos mercadores do bazar como depósito seguro de dinheiro e mercadorias mais valiosas. Atualmente o piso térreo está ocupado por inúmeras pequenas lojas de madeira.
O segundo bedesten, "Novo", "Pequeno" ou "das Sandálias" (em turco: Yeni Bedesten, Bedestan-i Cedid, Küçük Bedesten ou Bezzaziye-i Sugra), situa-se a sudeste do primeiro, junto aos limites exteriores e à Mesquita Nuruosmaniye. É um recinto retangular murado com 38,8 por 32 metros, coberto por quatro filas de cinco pequenas cúpulas que são suportadas por doze pilares. A entrada faz-se por quatro portas no centro de cada fachada.
Os bedestens ocupam apenas uma pequena parte do gigantesco mercado, onde além de muitas centenas de lojas e pequenas oficinas de artesãos (hans) existem cafés, restaurantes, pequenas mesquitas (mescit), fontes, bancos, uma estação de correios, uma posto médico e uma esquadra de polícia.
O Grande Bazar funcionava como um mercado abastecedor (de distribuição), por ele passando a maior parte das mercadorias antes de serem distribuídas por outros mercados da cidade ou chegarem às oficinas de artesãos, muitas das quais situadas também elas no Grande Bazar. O nome das ruas do mercado correspondem às atividades que aí se desenvolviam, quer fossem de manufatura ou apenas de comércio.
Atualmente o bazar tem os mesmos limites que em 1894, quando decorreram grandes obras de restauro e reestruturação, existindo 61 ruas numa área total de 30,7 ha.

### Entradas
O recinto do Grande Bazar tem quatro entradas, uma em cada um dos extremos das ruas principais, a orientada a norte-sul, a Yağlıkçılar (dos fabricantes de lamparinas), e a orientada a leste-oeste, a Kalpakçılar (dos chapeleiros de pele), as quais se cruzam perto da esquina sudoeste. A Kalpakçılar liga as mesquitas Nuruosmaniye e  de Bajazeto II. Em cada uma das entradas exteriores há um grande portão de ferro. Estes portões eram fechados fora das horas de serviço e o local era guardado por pessoal contratado pela guilda que administrava o bazar.

## História
Embora se saiba que a antiga Constantinopla tinha um grande mercado com uma estrutura semelhante ao Grande Bazar otomano, isto é, um espaço misto de comércio e pequena indústria, mas não se sabe onde ele se situava. Também não se sabe o que existiria no lugar antes da recosntrução otomana.
O Eski Bedesten foi construído entre 1455 e 1461 por ordem do sultão Maomé II, o Conquistador, pouco depois de ter conquistado a cidade. Como era usual com muitos mercados otomanos, parte das taxas cobradas sobre o comércio destinavam-se a gerar receitas para uma mesquita, que no caso do Grande Bazar era a recém convertida Santa Sofia. Além de angariar fundos para a mesquita, Maomé pretendia reavivar o comércio na cidade conquistada.
O mercado expandiu-se rapidamente à volta do primeiro bedesten, estimando-se que no final do reinado de Maomé II, em 1481, já ocuparia cerca de um terço da área que ocupa atualmente.N o século XVI, durante o reinado de Solimão, o Magnífico, o mercado foi bastante aumentado.

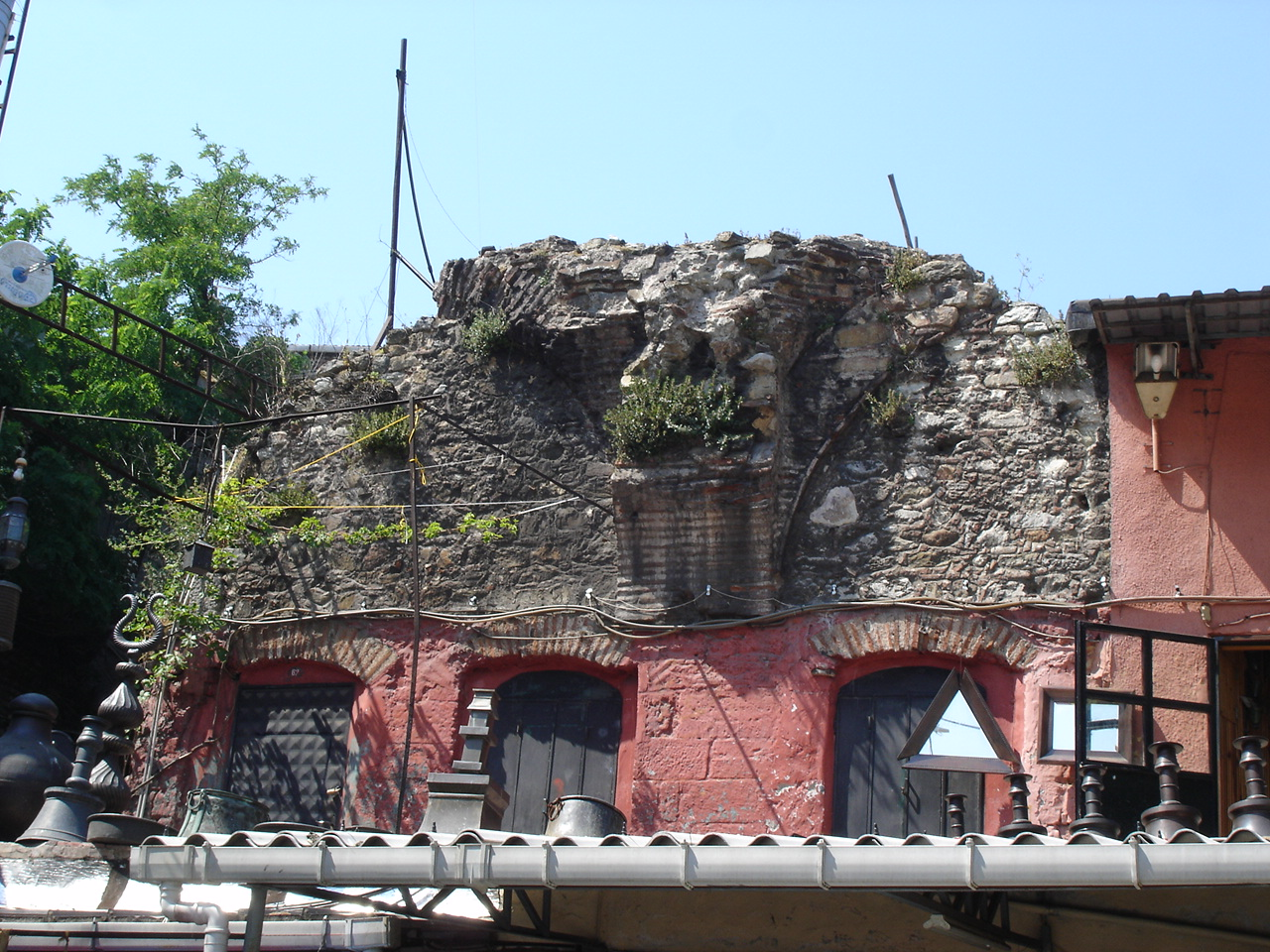
Ruínas bizantinas dentro do Grande Bazar

Como o resto da cidade, o Grande Bazar foi fustigado por vários incêndios e terramotos ao longo da sua existência, após o que era reconstruído e expandido de uma forma algo caótica. Os mercados à volta dos bedestens foram destruídos por fogos em 1546, 1589 e 1618. Em 1652 houve um incêndio no Eski Bedesten e em 1660, um enorme incêndio destruíu praticamente toda a cidade. Em 1695 e 1701 voltaram a ocorrer incêndios no Eski Bedesten, após o qual as coberturas em madeira das ruas vizinhas foram substituídas por alvenaria. Em 1750 houve outro incêndio, o qual foi seguido de uma pilhagem dos janízaros, as tropas de elite imperiais otomanas. Em 1766 houve um terramoto e em 1791 e 1826 houve novamente fogos. Um terramoto em 1894 danificou as estruturas e coberturas, após o que o ministro das Obras Públicas do sultão Abdulamide II, Mahmud Celaleddin Paşa dirigiu uma grande reestruturação do Grande Bazar, reduzindo-lhe a área coberta removendo arcadas, isolando os núcleos de oficinas e instalando portões ao longo das ruas principais. Além disso, a estrutura foi reforçada com ferro e as arcadas foram decoradas com arabescos. Em 1954 houve outro terramoto que obrigou a mais restauros. O interior foi completamente repintado em 1980.
Embora a estrutura do bazar se mantenha como antigamente, a sua função, o modo como é gerido, a natureza do comércio aí desenvolvido e a arquitetura dos interiores mudaram significativamente a partir da segunda metade do século XIX. Na década de 1960, as mudanças na indústria e economia da Turquia, bem como na demografia de Istambul, determinaram a substituição da maior parte das oficinas tradicionais de artesanato por lojas de tipo ocidental e para turistas, as quais constituem atualmente o maior negócio do lugar. As lojas tradicionais tinham mostruários abertos, separados por cortinas ou finos tabiques de madeira e eram fechados à noite com persianas verticais. Atualmente, muitas lojas são fechadas com portas e montras de vidro iluminadas. A gestão, que antes era feita por uma guilda (em turco: longa), que tinha a seu cargo não só a manutenção dos espaços, mas também o controlo apertado da concorrência e preços, é atualmente feito de forma algo deficiente por uma série de associações de lojistas.

## Galeria de fotografias

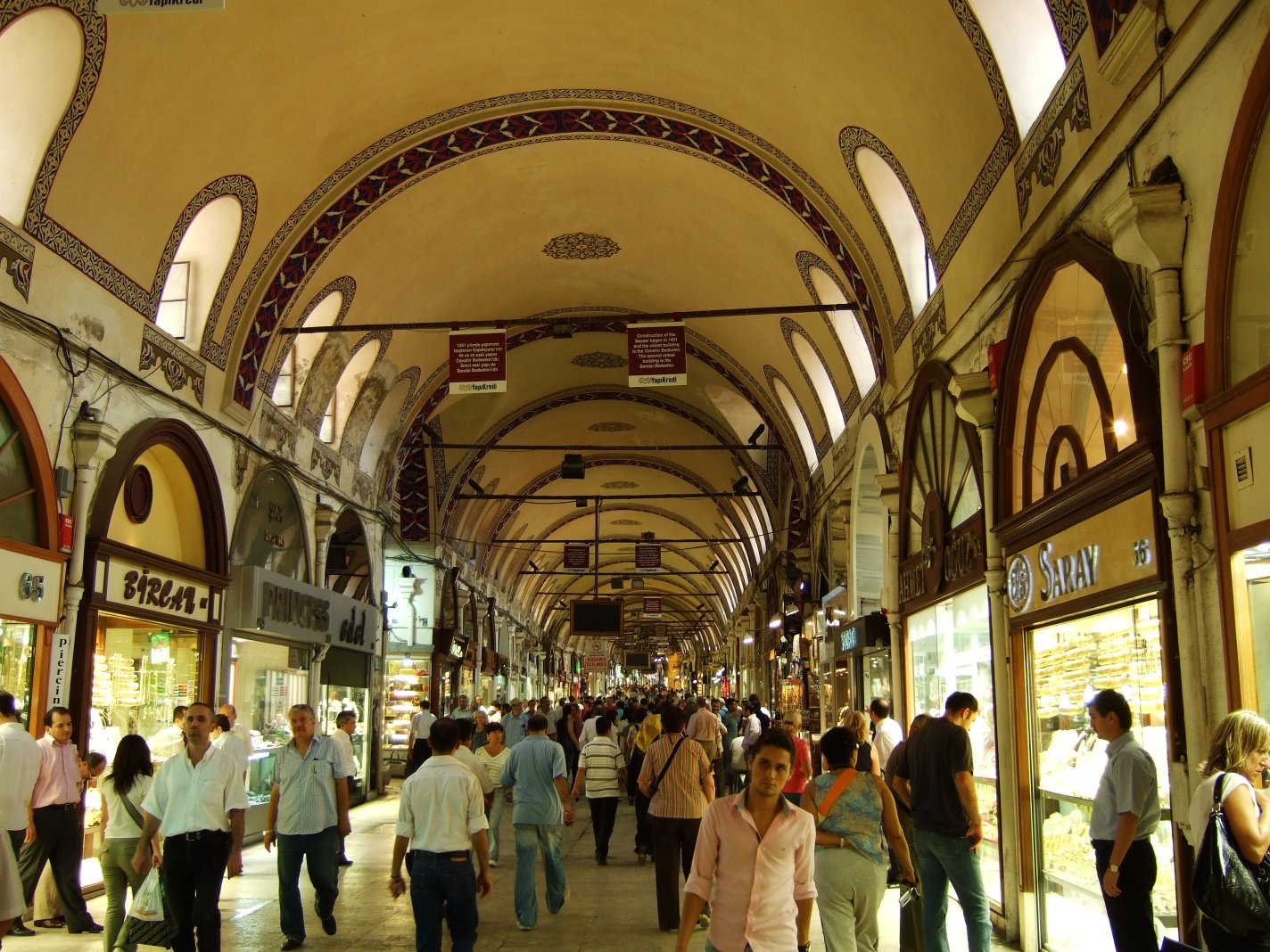
Uma das ruas principais do Grande Bazar
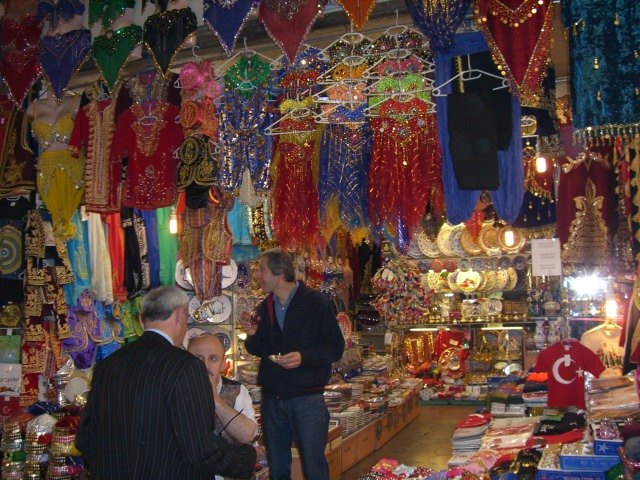
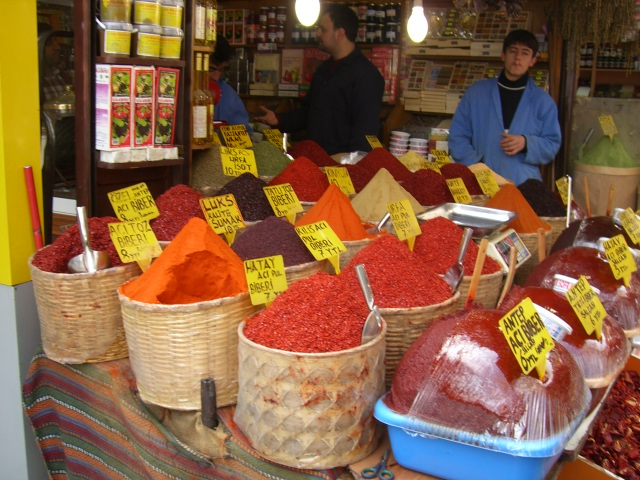
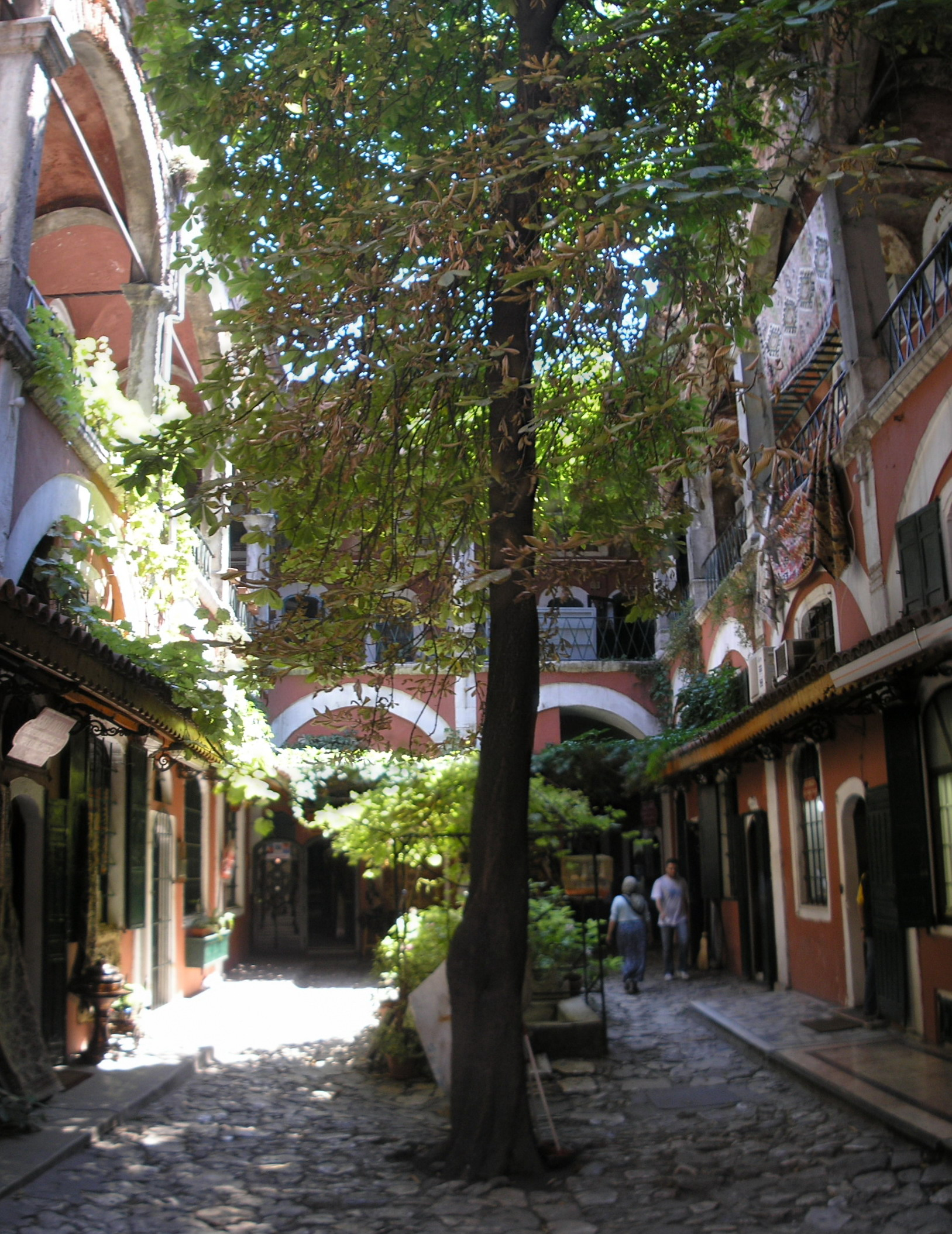
Pátio do Zincirli Hanı, um pavilhão de oficinas de joalheria